# Geórgios Chatzianéstis
 (septembre 2015).
Si vous disposez d'ouvrages ou d'articles de référence ou si vous connaissez des sites web de qualité traitant du thème abordé ici, merci de compléter l'article en donnant les références utiles à sa vérifiabilité et en les liant à la section « Notes et références ».
Geórgios Chatzianéstis (en grec moderne, Γεώργιος Χατζηανέστης) est un militaire grec né en 1863 à Athènes, et mort dans la même ville le 15 novembre 1922.
Général commandant en chef l'armée hellénique durant la dernière phase de la deuxième Guerre gréco-turque (mai-septembre 1922), il est accusé avec cinq autres personnalités d'être responsable de la « Grande Catastrophe » qui aboutit à la persécution des populations chrétiennes d’Anatolie puis à la chute de la monarchie. Jugé pour haute trahison durant le Procès des Six, il est exécuté le 28 novembre 1922 et inhumé de nuit au cimetière d'Athènes de façon anonyme. 